# 愛的迫降
《愛的迫降》（：／），為韓國tvN於2019年12月14日起播出的週末連續劇。由《火星生活》、《羅曼史是別冊附錄》的李正孝導演與《來自星星的你》、《製作人》、《藍色海洋的傳說》的朴智恩編劇合作打造。此劇講述某天因為龍捲風而發生滑翔傘事故，被迫在朝鮮降落的韓國財閥繼承人尹世理（孫藝真飾），與隱藏、守護並愛上她的朝鮮人民軍軍官李正赫（玄彬飾）之間跨越國界的愛情故事。
本劇第16集結局創下最高平均收視率21.683%（AGB全國），刷新《請回答1988》和《孤單又燦爛的神—鬼怪》的收視紀錄，成為tvN電視台當時最高的收視紀錄，但該紀錄於2024年被同樣由朴智恩編劇的《淚之女王》超越。
Netflix於2019年12月14日起全球同步上線。

## 演員陣容

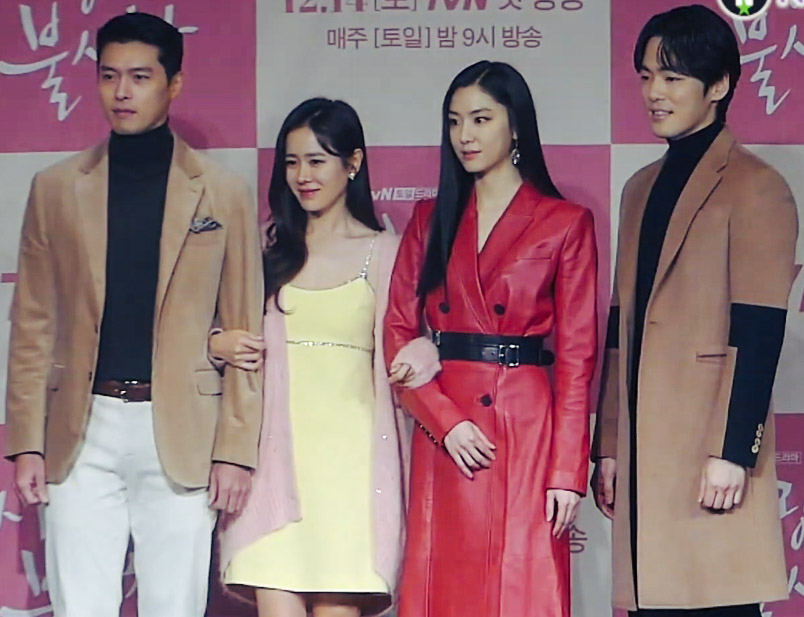
2019年愛的迫降新聞發布會照片

### 主要人物
| 演員                    | 角色             | 介紹 | 日語配音 |
| 玄彬                    | 李正赫           | 32歲，朝鮮人民軍總政治局局長的小兒子，現任民警大隊第五中隊大尉中隊長。李忠烈、金允熙之幼子，李武赫之弟，原徐丹之未婚夫，最後取消婚約。 他是絕對不與非正義妥協的原則主義者，生來就像是個軍人，性格耿直。也是很有才華的鋼琴家，從藝術學校畢業後，甚至到瑞士留學，但是哥哥武赫因意外去世後，他不得不代替哥哥成為軍人。在這樣一成不變的生活的某一天，尹世理突然像謊言一樣迫降到他的世界，生活開始全部改變。              | 日野聰   |
| 孫藝真 （童年：金泰妍） | 尹世理           | 32歲，南韓皇后集團會長的小女兒（實為私生女），尹世俊、尹世亨之妹。 她在兩個哥哥為了討好爸爸而互相爭鬥時，老早就成立了自己的品牌“Seri's Choice”，擔任公司代表理事，並以品牌上市成功為開端乘勝追擊，令銷售額大幅上升。她的經營能力得到認可，她的人生就是只要下手就能成功，沒想過失敗會是什麼心情。至在體育服裝新產品測試時，參與滑翔傘運動期間被突如其來的龍捲風捲走，她的人生第一次遭遇墜落，在朝鮮迫降並遇上李正赫。 | 澤城美雪 |
| 徐智慧                  | 徐丹             | 31歲，高明恩之女，高明碩之外甥女，原李正赫之未婚妻。 平壤最高级百貨商店社長的獨生女，屬於朝鮮的富二代。她專攻大提琴，在俄羅斯留學10年後回到了朝鮮。從小很喜歡李正赫並相信自己最終會和他結婚，但後來認識具承俊並愛上他，在承俊為救她而失去性命後為他報仇，並從此不再談感情。 | 潘惠美   |
| 金正賢                  | 具承俊／阿爾貝托 | 31歲，英籍企業家。打算與尹世理結婚藉此報復他的父親，被世理識破，後因貪污和虧空公款而被通緝。他逃過搜查網後，到了南韓警察絕對追不上的朝鮮躲藏，希望一直安靜地躲到公訴時效結束為止，卻沒想到朝鮮也不平靜。在異國碰到世理本以為是個機會，後來卻愛上徐丹，為了拯救被綁架的徐丹放棄離開朝鮮的機會，也因此喪命。 | 前野智昭 |

### 世理周邊人物
| 演員     | 角色   | 介紹 | 日語配音   |
| 南京邑   | 尹證平 | 67歲，韓國財閥，皇后集團會長。韓正妍之夫，尹世俊、尹世亨、尹世理之父。他是貪慾很強的人，為了財富能做出違法的事情。最近他最關心的是從三個子女中挑選接班人，並相信世理的能力能成為其接班人。 | 小原雅人   |
| 方銀珍   | 韓正妍 | 62歲，尹證平之妻。她曾經很討厭丈夫的私生女尹世理，但在她失蹤時卻心有愧疚與不捨，後與世理解開心結。 | 日野由利加 |
| 崔代勳   | 尹世俊 | 39歲，尹證平、韓正妍之長子，都惠智之夫，尹世亨、尹世理之兄。從學生時代開始，他的拳頭比說話快，後來連工會委員長也打，是難以相處的人。因為經常闖禍，因此沒得到爸爸的信任，但正努力利用長子的身份接手經營權。 | 廣瀨龍一   |
| 黃雨瑟惠 | 都惠智 | 36歲，尹世俊之妻。曾當過演員，和世俊是財閥家少有的戀愛結婚關係，並希望讓丈夫接任會長。 | 小若和郁那 |
| 朴亨洙   | 尹世亨 | 38歲，尹證平、韓正妍之次子，高尚雅之夫，尹世俊之弟，尹世理之兄，皇后集團代表理事。與哥哥相比，他從學生時代開始就懂得看爸爸的臉色，在無奈之下連結婚都接受了父親挑選的女子，因為無論如何他都想繼承經營權。但在徐丹找出害死具承俊的線索和證據後，通報給尹證平，因而被斷絕關係送進大牢，並在狱中与高尚雅签字离婚。 | 中谷一博   |
| 尹智敏   | 高尚雅 | 38歲，尹世亨之妻。高層政治人物家的女兒，她知道與世亨的婚姻是政治婚姻，打算把夫家能擁有的都拿走，因此想讓丈夫接任會長。 | 有賀由樹子 |
| 高圭弼   | 洪昌植 | 37歲，世理公司的宣傳組組長，秀燦的朋友。世理失蹤期間，他與秀燦全力以赴尋找她。 | 左座翔丸   |
| 林徹洙   | 朴秀燦 | 37歲，世理的人壽保險負責人，比誰都希望她平安歸來，世理歸來後被邀請加入其公司。 | 塩尻浩規   |

### 正赫周邊人物
| 演員                | 角色   | 介紹 | 日語配音   |
| 全國煥              | 李忠烈 | 68歲，朝鮮人民軍總政治局局長、朝鮮人民軍次帥，李正赫與李武赫的父親。在軍隊裡作為實權人物，他算計得很快，甚至被公然稱為老狐狸。 | 坂東尚樹   |
| 鄭愛利              | 金允熙 | 65歲，李忠烈的妻子。婚前是人民演員，性格安靜，一般會跟隨丈夫的意願，但在子女問題上不會讓步。                                   | 桜岡あつこ |
| 河錫辰 （特別出演） | 李武赫 | 37歲，李正赫的哥哥，民警大隊大尉中隊長。按照父親的意願當了軍人，卻在7年前因趙哲強造成的車禍事故而喪生。                        | 横田大輔   |

### 第五中隊人物
| 演員   | 角色   | 介紹 | 日語配音 |
| 楊慶元 | 表治秀 | 第五中隊特務上士→第五中隊中尉中隊長，31歲。他是咸鏡道出身，給人的印象是粗獷而恐怖，但實際是非常自卑；還裝模作樣地說抓過老虎，實際上連一隻老鼠都抓不到。雖然與尹世理像仇人一樣相處，但內心充滿感情。李正赫退役後，升任中尉接替中隊長的職位。 | 斉藤隼一 |
| 李新英 | 朴光範 | 第五中隊下士，28歲。性格沉默寡言，在內心深處尊敬並追隨李正赫，是正赫最信任的隊員，同時也是尹世理公開表揚的帥哥。 | 岩川拓吾 |
| 劉秀彬 | 金舟墨 | 第五中隊中級士兵，23歲。是沒有韓劇就不能生活的熱血韓流粉絲，通過電視劇學到的韓國知識非常豐富，涉獵了韓國的流行和文化。因看了《天國的階梯》成為崔智友的超級粉絲，到了南韓後獲得尹世理的安排與其共進午餐。                                    | 木田祐   |
| 陳俊翔 | 金殷桐 | 第五中隊初級士兵，17歲。性格善良，與尹世理最合拍，是一名心靈柔弱的少年，離退伍還有9年，曾在工作中讀著媽媽的信而淚流滿面。 | 古澤勇人 |

### 徐丹周邊人物
| 演員   | 角色   | 介紹 | 日語配音 |
| 張慧珍 | 高明恩 | 58歲，徐丹之母、高明碩之姊，平壤規模最大的百貨商場社長。憑藉着進取、不服輸的性格，正努力學習英語。看起來強勢實際上很疼女兒，因此後來主動向李正赫母親解除兩人婚約。 | 木村涼香 |
| 朴明勳 | 高明碩 | 55歲，高明恩之弟，朝鮮人民軍少將，很愛惜久未見面的李正赫。 | 間宮康弘 |

### 具承俊周邊人物
| 演員   | 角色   | 介紹                                        | 日語配音 |
| 洪宇鎮 | 千社長 | 朝鮮非法事業公司「Keeping事業」的工作人員。 | 星祐樹   |
| 尹尚勳 | 吳科長 | 具承俊與「Keeping事業」公司聯絡的中間人。   |          |

### 朝鮮軍官私宅村
| 演員   | 角色   | 介紹 | 日語配音   |
| 金英弼 | 金勇河 | 46歲，大佐，馬英愛之夫，朝鮮人民軍民警大隊長，一手提拔了孤兒出身的趙哲強。 |            |
| 金正蘭 | 馬英愛 | 45歲，金勇河大佐之妻，是軍官私宅村的實權人物，因為左右該部隊一切的是大佐，而能影響大佐的是她。雖然她有權威且傲慢，但會好好對待喜歡相處的人。                                                                 | 桜岡あつこ |
| 金善映 | 羅月淑 | 40歲，少尉之妻，人民班長，相信丈夫的出人頭地就是自己的出人頭地的朝鮮版賢內助女王。為了丈夫能升職，把所有都獻給了英愛。身為人民班長，她喜歡干涉別人的事，她特有的挑撥離間，令英愛目瞪口呆，喝酒醉時會亂說話。 | 有賀由樹子 |
| 張少妍 | 玄明順 | 38歲，鄭萬福之妻。雖然性格低調，但有在關鍵時刻整理情況的能力。 |            |
| 車清華 | 楊玉琴 | 39歲，少佐之妻，曾任播音員，現在是美容師。因她是播音員出身，在軍官私宅村裡負責播報廣播。 | 日野由利香 |
| 吳漢傑 | 鄭宇弼 | 鄭萬福與玄明順的儿子。 |            |

### 朝鮮保衛司令部
| 演員   | 角色   | 介紹 | 日語配音   |
| 吳萬石 | 趙哲強 | 37歲，朝鮮人民軍保衛司令部的少佐（少校）。雖然是「小燕子」出身，但奇蹟般地升到了少佐階級，擁有無止境的野心。他還毫不猶豫地進行走私毒品和盜掘非軍事區等犯罪行為，希望阻止李武赫對自己犯罪行為的調查，陷害李武赫車禍去世。之後其犯罪證據被李正赫查出，被朝鮮軍事法庭判終身勞役，卻在軍事部長幫助下逃避入獄，並秘密潛入韓國。密謀對付李正赫，甚至與尹世理的二哥二嫂見面尋求他們幫助，想綁架尹世理回朝鮮。他又以鄭萬福兒子性命威脅鄭萬福幫助自己對付李正赫及尹世理。趙哲強本欲想槍殺李正赫，但最終卻被韓國警方擊斃身亡。 | 諏訪部順一 |
| 金永敏 | 鄭萬福 | 40歲，玄明順之夫，與其育有1子，統稱「打耳光」的道監廳所屬上尉軍人。過去和李武赫是朋友，家中接受其不少援助。原本按照趙哲強的命令竊聽正赫的家。後來受不了良心的譴責，於是決定幫助正赫且告知其有關武赫被趙哲強製造車禍間接害死的真相，後調離司令部，前往平壤擔任電影收音員。 | 多田啓太   |

### 其他人物
| 演員   | 角色     | 介紹                           | 日語配音 |
| 全振宇 | 崔局長   | 預審局的局長，是趙哲強的朋友。 |          |
| 黃仁俊 | 當舖老闆 | 朝鮮當舖老闆。                 |          |
| 柳正浩 | 金科長   | 大韓民國國家情報院科长         | 藤翔平   |

### 特別出演
| 演員   | 角色       | 介紹                                           | 日語配音 |
| 鄭敬淏 | 車相宇     | 世理的明星前男友。                             | 横田大輔 |
| 朴誠雄 | 計程車司機 | 載徐丹從火車站到正赫的住處。                   |          |
| 羅映姬 | 婚紗店老闆 | 為高明恩和徐丹展示從上海帶來的韓國婚紗雜誌。   |          |
| 金秀賢 | 東九       | 潛伏在韓國多年的朝鮮間諜，在首爾是一名送貨員。 | 小林親弘 |
| 金淑   | 巫女       | 為朝鮮軍官村婦女們算命。                       |          |
| 崔智友 | 崔智友     | 受世理所託，和她的粉絲金舟墨共進午餐。         | 田中美里 |

## 原聲帶
- Part.1（發行日期：2019年12月15日）

| 曲序 | 曲目                           | 演唱 | 时长 |
| ---- | ------------------------------ | ---- | ---- |
| 1.   | 偶然般的命運（우연인 듯 운명） | 10cm | 3:53 |
| 2.   | 偶然般的命運（Inst.）          |      | 3:53 |

- Part.2（發行日期：2019年12月22日）

| 曲序 | 曲目            | 演唱   | 时长 |
| ---- | --------------- | ------ | ---- |
| 1.   | Flower          | 尹美萊 | 4:14 |
| 2.   | Flower（Inst.） |        | 4:14 |

- Part.3（發行日期：2019年12月29日）

| 曲序 | 曲目          | 演唱    | 时长 |
| ---- | ------------- | ------- | ---- |
| 1.   | 晚霞（노을）  | Davichi | 3:37 |
| 2.   | 晚霞（Inst.） |         | 3:37 |

- Part.4（發行日期：2020年1月12日）

| 曲序 | 曲目                          | 演唱   | 时长 |
| ---- | ----------------------------- | ------ | ---- |
| 1.   | 我再次，在這（다시 난，여기） | 白藝潾 | 3:55 |
| 2.   | 我再次，在這（Inst.）         |        | 3:55 |

- Part.5（發行日期：2020年1月19日）

| 曲序 | 曲目               | 演唱   | 时长 |
| ---- | ------------------ | ------ | ---- |
| 1.   | 某一天（어떤날엔） | 金在奐 | 4:19 |
| 2.   | 某一天（Inst.）    |        | 4:19 |

- Part.6（發行日期：2020年1月25日）

| 曲序 | 曲目                           | 演唱   | 时长 |
| ---- | ------------------------------ | ------ | ---- |
| 1.   | 我心中的照片（내 마음의 사진） | 宋歌人 | 4:34 |
| 2.   | 我心中的照片（Inst.）          |        | 4:34 |

- Part.7（發行日期：2020年1月26日）

| 曲序 | 曲目                              | 演唱      | 时长 |
| ---- | --------------------------------- | --------- | ---- |
| 1.   | 思念的山丘（그리움의 언덕）       | April 2nd | 3:55 |
| 2.   | 思念的山丘（그리움의 언덕 Inst.） |           | 3:55 |

- Part.8（發行日期：2020年2月1日）

| 曲序 | 曲目                             | 演唱              | 时长 |
| ---- | -------------------------------- | ----------------- | ---- |
| 1.   | 我的每一天（나의 모든 날）       | 金世正（Gu9udan） | 4:00 |
| 2.   | 我的每一天（나의 모든 날 Inst.） |                   | 4:00 |

- Part.9（發行日期：2020年2月2日）

| 曲序 | 曲目               | 演唱                       | 时长 |
| ---- | ------------------ | -------------------------- | ---- |
| 1.   | 喜歡（좋다）       | So Soo Bin、昭希（Nature） | 3:26 |
| 2.   | 喜歡（좋다 Inst.） |                            | 3:26 |

- Part.10（發行日期：2020年2月9日）

| 曲序 | 曲目                                             | 演唱  | 时长 |
| ---- | ------------------------------------------------ | ----- | ---- |
| 1.   | 前往獨屬於兩人的世界（둘만의 세상으로 가）       | Crush | 3:42 |
| 2.   | 前往獨屬於兩人的世界（둘만의 세상으로 가 Inst.） |       | 3:42 |

- Part.11（發行日期：2020年2月15日）

| 曲序 | 曲目                              | 演唱 | 时长 |
| ---- | --------------------------------- | ---- | ---- |
| 1.   | 獻上我的心（마음을 드려요）       | IU   | 4:41 |
| 2.   | 獻上我的心（마음을 드려요 Inst.） |      | 4:41 |

## 收視率
| 集數       | 播出日期   | AGB收視率        | AGB收視率      |
| 集數       | 播出日期   | 大韓民國（全國） | 首爾（首都圈） |
| ---------- | ---------- | ---------------- | -------------- |
| 1          | 2019/12/14 | 6.074%           | 6.558%         |
| 2          | 2019/12/15 | 6.845%           | 7.841%         |
| 3          | 2019/12/21 | 7.414%           | 7.689%         |
| 4          | 2019/12/22 | 8.499%           | 9.409%         |
| 5          | 2019/12/28 | 8.730%           | 9.794%         |
| 6          | 2019/12/29 | 9.223%           | 9.535%         |
| 7          | 2020/01/11 | 9.394%           | 9.738%         |
| 8          | 2020/01/12 | 11.349%          | 12.031%        |
| 9          | 2020/01/18 | 11.516%          | 12.355%        |
| 10         | 2020/01/19 | 14.633%          | 15.903%        |
| 11         | 2020/02/01 | 14.238%          | 14.648%        |
| 12         | 2020/02/02 | 15.933%          | 16.413%        |
| 13         | 2020/02/08 | 14.097%          | 14.620%        |
| 14         | 2020/02/09 | 17.705%          | 18.612%        |
| 15         | 2020/02/15 | 17.066%          | 17.406%        |
| 16         | 2020/02/16 | 21.683%          | 23.249%        |
| 平均收視率 | 平均收視率 | 12.150%          | 12.862%        |
| 特輯       | 2020/01/04 | 3.810%           | 4.253%         |
| 特輯       | 2020/01/05 | 2.975%           | 3.252%         |
| 特輯       | 2020/01/25 | 4.180%           | 4.283%         |
| 特輯       | 2020/01/26 | 3.214%           | 4.170%         |

- 收視最低的集數以藍色表示，收視最高的集數以紅色表示，而空格則表示該集的收視沒有相關數據。

## 話題性排行

### 電視劇[11]
| 日期      | 佔有率 | 排名 |
| --------- | ------ | ---- |
| 12月第2週 | 23.60% | 1    |
| 12月第3週 | 22.45% | 1    |
| 12月第4週 | 27.14% | 1    |
| 1月第1週  | 24.70% | 2    |
| 1月第2週  | 22.95% | 2    |
| 1月第4週  | 34.01% | 1    |
| 1月第5週  | 26.80% | 1    |
| 2月第1週  | 30.74% | 1    |
| 2月第2週  | 35.17% | 1    |

### 演員
| 日期      | 排名 | 排名   | 排名   | 排名   | 排名   |
| 日期      | 玄彬 | 孫藝真 | 徐智慧 | 金正賢 | 金秀賢 |
| --------- | ---- | ------ | ------ | ------ | ------ |
| 12月第2週 | 2    | 1      | -      | -      | -      |
| 12月第3週 | 2    | 1      | -      | -      | -      |
| 12月第4週 | 2    | 1      | -      | -      | -      |
| 1月第1週  | 2    | 1      | -      | -      | -      |
| 1月第2週  | 2    | 1      | -      | -      | -      |
| 1月第4週  | 2    | 1      | -      | -      | 5      |
| 1月第5週  | 2    | 1      | -      | -      | -      |
| 2月第1週  | 2    | 1      | -      | -      | -      |
| 2月第2週  | 2    | 1      | 6      | 7      | -      |

## 提名及獲獎列表
| 年度               | 頒獎典禮               | 獎項                           | 入圍者                         | 結果 |
| 2020年             | 第56屆百想藝術大獎     | 電視劇作品賞                   | 電視劇作品賞                   | 提名 |
| 2020年             | 第56屆百想藝術大獎     | 電視部門 導演賞                | 李正孝                         | 提名 |
| 2020年             | 第56屆百想藝術大獎     | 電視部門 劇本賞                | 朴智恩                         | 提名 |
| 2020年             | 第56屆百想藝術大獎     | 電視部門 男子最優秀演技賞      | 玄彬                           | 提名 |
| 2020年             | 第56屆百想藝術大獎     | 電視部門 女子最優秀演技賞      | 孫藝真                         | 提名 |
| 2020年             | 第56屆百想藝術大獎     | 電視部門 男子助演賞            | 楊慶元                         | 提名 |
| 2020年             | 第56屆百想藝術大獎     | 電視部門 女子助演賞            | 金善映                         | 獲獎 |
| 2020年             | 第56屆百想藝術大獎     | 電視部門 女子助演賞            | 徐智慧                         | 提名 |
| 2020年             | 第56屆百想藝術大獎     | Tik Tok人氣賞                  | 玄彬                           | 獲獎 |
| 2020年             | 第56屆百想藝術大獎     | Tik Tok人氣賞                  | 孫藝真                         | 獲獎 |
| 2020年             | 第56屆百想藝術大獎     | Bazaar Icon獎                  | 徐智慧                         | 獲獎 |
| 2020年             | 第15屆首爾國際電視節   | 迷你劇集作品賞                 | 迷你劇集作品賞                 | 提名 |
| 2020年             | 第15屆首爾國際電視節   | 韓流電視劇優秀作品賞           | 韓流電視劇優秀作品賞           | 獲獎 |
| 2020年             | 第15屆首爾國際電視節   | 韓流電視劇女子演員賞           | 孫藝真                         | 獲獎 |
| 2020年             | 第3屆亞洲影藝創意大獎  | 最佳戲劇劇集獎 (韩国）         | 最佳戲劇劇集獎 (韩国）         | 獲獎 |
| 2020年             | 第3屆亞洲影藝創意大獎  | 最佳戲劇劇集獎（大赏）         | 最佳戲劇劇集獎（大赏）         | 獲獎 |
| 2020年             | 亚洲内容奖             | 最佳亚洲电视剧                 | 最佳亚洲电视剧                 | 提名 |
| 2020年             | 亚洲内容奖             | 最佳创意奖                     | 最佳创意奖                     | 提名 |
| 2020年             | 亚洲内容奖             | 最佳编剧奖                     | 朴智恩                         | 提名 |
| 2020年             | 有线电视广播奖         | 全球大奖（VOD类别）            | 全球大奖（VOD类别）            | 獲獎 |
| 2020年             | 东京电视剧奖           | 海外作品特別賞                 | 海外作品特別賞                 | 獲獎 |
| 2020年             | 2020年Mnet亚洲音乐大奖 | 最佳OST奖 （Here, I am Again） | 最佳OST奖 （Here, I am Again） | 提名 |
| 2020年             | 2020年度全球电视需求奖 | 全球最受欢迎韩剧赏             | 全球最受欢迎韩剧赏             | 獲獎 |
| 2020年             | 第7屆APAN Star Awards  | 大赏                           | 玄彬                           | 獲獎 |
| 2020年             | 第7屆APAN Star Awards  | 年度电视剧奖                   | 年度电视剧奖                   | 提名 |
| 2020年             | 第7屆APAN Star Awards  | 迷你剧 女子最优秀演技赏        | 孙艺真                         | 提名 |
| 2020年             | 第7屆APAN Star Awards  | 迷你剧 女子优秀演技赏          | 徐智慧                         | 提名 |
| 2020年             | 第7屆APAN Star Awards  | 男子演技赏                     | 金永敏                         | 獲獎 |
| 2020年             | 第7屆APAN Star Awards  | 男子演技赏                     | 金正贤                         | 提名 |
| 2020年             | 第7屆APAN Star Awards  | 男子演技赏                     | 杨庆元                         | 提名 |
| 2020年             | 第7屆APAN Star Awards  | 女子演技赏                     | 金善映                         | 獲獎 |
| 2020年             | 第7屆APAN Star Awards  | KT Seezn Star奖                | 孙艺真                         | 獲獎 |
| 2021年             | 第7屆APAN Star Awards  |                                |                                |      |
| 第48屆韓國放送大獎 | 大賞                   | 大賞                           | 獲獎                           |      |

## 拍攝地點
- 瑞士：
  - 伯恩州—布里恩茨布里恩茨湖、Grandhotel Giessbach（德语：Grandhotel Giessbach）、錫格里斯維爾全景橋、伊瑟爾特瓦爾德、小夏戴克、少女峰山坳站、維多利亞少女峰Spa大飯店、因特拉肯、盧達本納、格林德瓦、菲斯特（英语：First (Grindelwald)）
  - 蘇黎世州—蘇黎世蘇黎世聖母大教堂、大教堂橋、蘇黎世大教堂、林登霍夫山、Schweizer Heimatwerk（德语：Schweizer Heimatwerk）
  - 上瓦爾登州—隆格恩

- ：
  - 首爾特別市
  - 仁川廣域市 仙女岩海岸
  - 江原道 橫城郡橫城邑 墨溪里、寧越郡寧越邑 星摩盧天文台
  - 京畿道 利川市 雪峰公園、抱川市 漢灘江天空橋
  - 忠清北道 忠州市 比內島、中央塔公園、彈琴湖彩虹路
  - 忠清南道泰安郡 青山樹木園
  - 釜山廣域市 Commodore準將酒店
  - 濟州特別自治道 漢拏山國立公園、西歸浦市 治癒之林

- 蒙古国：烏蘭巴托 烏蘭巴托火車站

## 記事
- 本劇為玄彬與孫藝真繼2018年出演韓國電影《極智對決》後再度合作；玄彬與徐智慧繼2018年出演韓國電影《屍落之城》後再度合作；孫藝真與尹智敏繼2011年出演韓國電影《我的見鬼女友》後再度合作；孫藝真與張少妍繼2018年出演電視劇《經常請吃飯的漂亮姐姐》後再度合作。
- 主演玄彬與孫藝真於2021年元旦公開戀情，二人於2022年2月10日透過社群媒體宣布婚訊，在3月31日於首爾舉行非公開婚禮。

## 外部連結
- 韓國tvN官方網站 （页面存档备份，存于）
- 愛的迫降-DAUM
- 互联网电影数据库（IMDb）上《愛的迫降》的资料（英文）
- 在Netflix上觀看《愛的迫降》

| tvN 週末劇                                    | tvN 週末劇                                       | tvN 週末劇 |
| --------------------------------------------- | ------------------------------------------------ | ---------- |
|                                               | 爱的迫降 （2019年12月14日 – 2020年2月16日）      |            |
| 請融化我吧 （2019年9月28日 – 2019年11月17日） | Hi Bye，媽媽！ （2020年2月22日 – 2020年4月19日） |            |